# Texas and New Orleans Railroad
Le Texas and New Orleans Railroad (sigle de l'AAR:TNO) était une ancienne compagnie américaine de chemin de fer créée en 1859 et qui opérait dans le Texas et la Louisiane.
Le Southern Pacific Railroad (SP) gagna son contrôle en 1881. En 1934 il avait le plus grand réseau du Texas avec 5 975 km. Le SP finit par le fusionner en 1961.

## Histoire

### Origines: 1856-1880

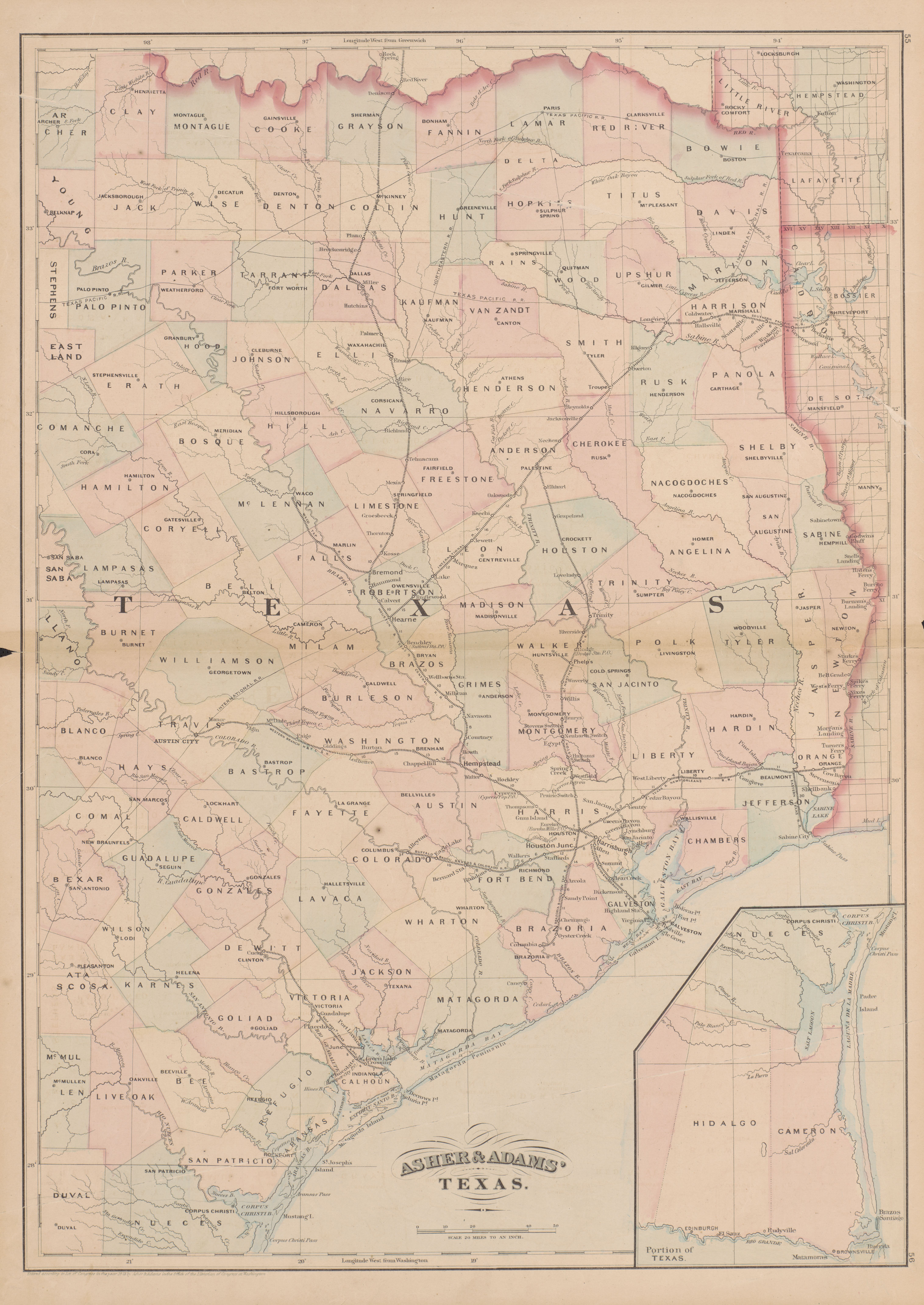
Carte de Texas and New Orleans Railroad, 1871

Il fut créé à l'origine sous le nom de « Sabine & Galveston Bay Railroad and Lumber Company » en 1856, dans le but de construire un chemin de fer entre Madison (désormais Orange) dans le Comté d'Orange et le rivage de la baie de Galveston. Le premier coup de pioche fut donné le 27 août 1857 en périphérie de Houston, mais les travaux de construction ne commencèrent réellement qu'à la mi-avril 1858. Rapidement le chantier fut transféré à Beaumont, d'où les travaux furent dirigés vers l'est (en direction d'Orange) et vers l'ouest (en direction de Houston). À partir de cet instant, il devint évident que les promoteurs envisageaient de relier Houston à La Nouvelle-Orléans.
Le 17 mars 1859, la compagnie reçut l'autorisation de relier Orange sur le fleuve Sabine à New Iberia, Louisiane, et le 24 décembre, elle adopta le nom de « Texas & New Orleans Railroad ». En 1860, 19 kilomètres de  voie étaient posés à l'ouest de Beaumont. La ligne qui mesurait 130 km en janvier 1861, arriva à Houston en mai.
Le 1er mai 1862, le président de la compagnie, Abram M. Gentry, annonça l'ouverture de la ligne Houston / Orange, mais que les rails seraient utilisées pour des transports militaires. La ligne fut abondamment utilisée par les Confédérés, et environ 1000 soldats étaient affectés à sa protection et à son maintien en état. Un service régulier exista entre Houston et Orange de 1862 jusqu'au milieu de 1863, avant de devenir irrégulier jusqu'au début de 1864. Les travaux de la ligne vers La Nouvelle-Orléans se poursuivaient, car c'était une priorité pour les Confédérés. Mais la prise de La Nouvelle-Orléans mit un terme à cette entreprise.
Bien que le pont sur le fleuve Trinity fût emporté par la crue de 1867, le T&NO continua à assurer le service entre Houston et Beaumont jusqu'en mai 1868, date à laquelle tout fut arrêté à la suite de sa mise en redressement judiciaire. Un administrateur fut nommé en janvier 1869. Au cours de l'année 1870, les 68 km de ligne entre Houston et West Liberty furent réhabilités, et la liaison fut rouverte le 14 juin. Mais cette exploitation limitée s'acheva le 1er mars 1871.
Le T&NO fut vendu en deux segments : le premier entre Liberty et Orange le 1er mai 1871, et le second entre Houston et Liberty le 8 octobre 1872. Le repreneur de ces deux segments était le banquier new-yorkais John F. Terry de la J.S. Kennedy & Company. Le nouveau T&NO fut enregistré le 16 juillet 1875, et Terry fut nommé président. Les travaux de rénovation débutèrent dès le mois d'août, et la voie à écartement large typique du Texas fut convertie à l'écartement standard. Le premier train remis en circulation entre Houston et Orange eut lieu le 20 novembre 1876.
En 1878, le T&NO, le Louisiana & Texas Railroad & Streamship Company de Charles Morgan, et le Louisiana Western Railroad signèrent un accord pour achever la ligne entre Houston et New Orleans. Une quatrième compagnie le Louisiana Western Extension Railroad fut enregistrée dans le Texas pour construire une ligne entre Orange et la frontière avec la Louisiane. Le 30 août 1880, le premier train direct quitta Houston pour La Nouvelle-Orléans sur ce qui allait devenir la Star and Crescent Route. Il fallut attendre presque vingt-cinq ans pour aboutir à ce résultat.

### Expansion: 1881-1920

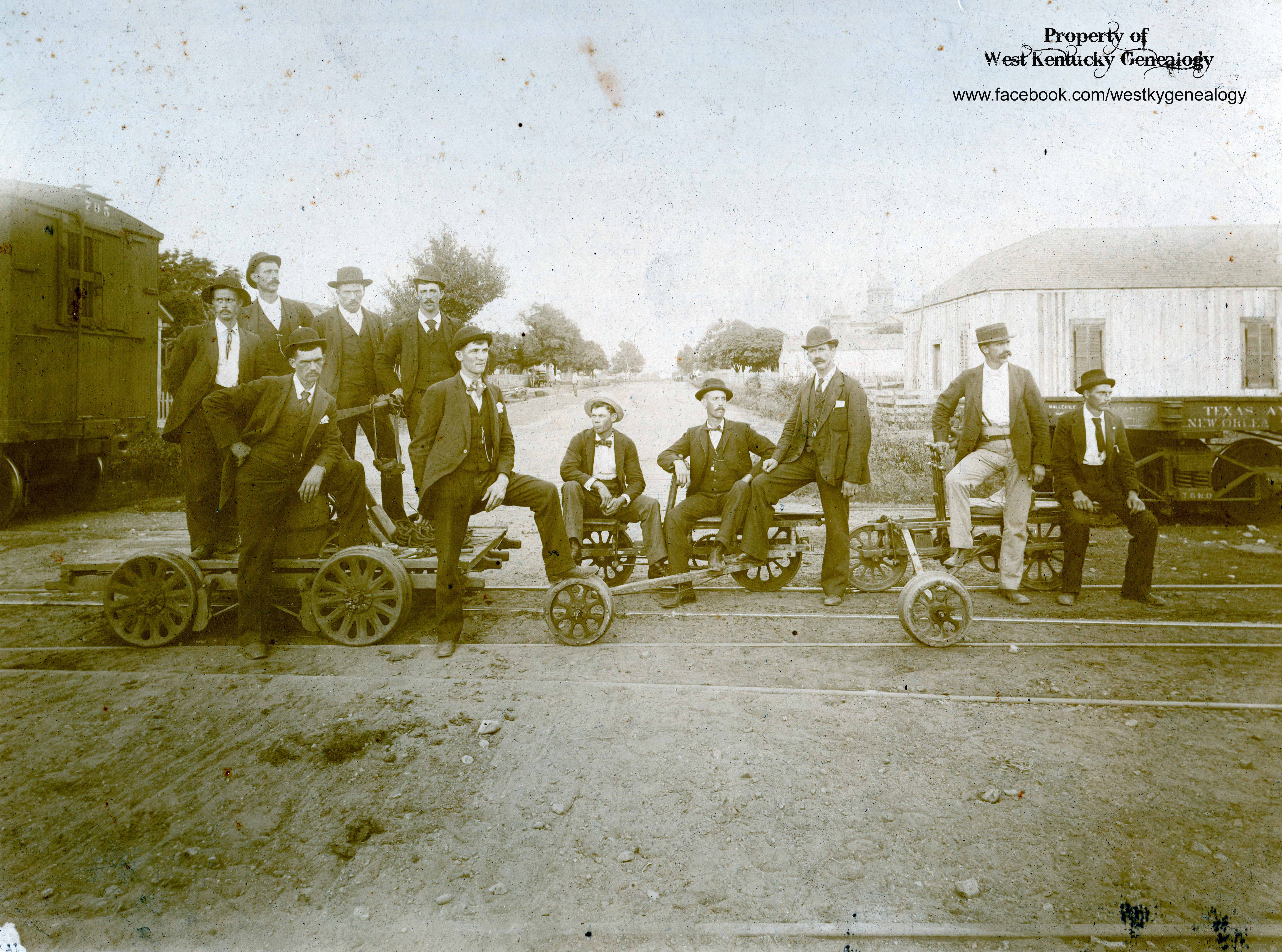
Personnel du chemin de fer, au début des années 1900.

En 1881 Collis P. Huntington, agissant pour le Southern Pacific Railroad, acheta le Texas & New Orleans Railroad, le Louisiana Western Railroad, ainsi que de nombreux autres chemins de fer du sud des États-Unis. Huntington acquit aussi des intérêts dans le Galveston, Harrisburg and San Antonio Railroad. Avec l'achèvement des lignes des dernières compagnies de l'ouest du Texas en janvier 1883, et l'acquisition de la Morgan Line quelques mois plus tard, le Southern Pacific possédait ou contrôlait un réseau s'étendant de San Francisco à La Nouvelle-Orléans. Le T&NO se retrouvait de fait intégré à une importante route transcontinentale. En 1882 le Texas & New Orleans gagna plus de 1,5 million de dollars, et possédait 36 locomotives et 1 797 wagons. Cette même année il fit l'acquisition des 166 km du Sabine & East Texas Railway. Il fusionna les 11 km du Texas Transportation Company en 1896, et les 84 km du Texas Trunk Railroad en 1899.
D'autres compagnies furent fusionnées au début du XXe siècle, comme le Louisiana Western Extension en 1900 et le Burr's Ferry, Browndel & Chester Railway Company en 1914 (sur le fleuve Sabine). Entre 1900 et 1903, la compagnie construisit presque 260 km de voies entre Cedar et Rockland, permettant de relier Dallas à Beaumont. Il ouvrit une ligne de 11 km entre Nome et Sour Lake en 1903, et construisit un embranchement de 5,6 km vers Port Arthur en 1908. Les années suivantes, 13 km furent construits entre Gallatin et Rusk. L'État du Texas loua son Texas State Railroad au T&NO en 1921.

### Rationalisation: 1921-1961
De 1926 à 1928, le Southern Pacific Railroad décida de simplifier ses holdings ferroviaires situées au Texas et en Louisiane. Il choisit de louer ses différentes lignes au T&NO qui ne représentait pourtant que 13 % de son réseau au Texas et en Louisiane.

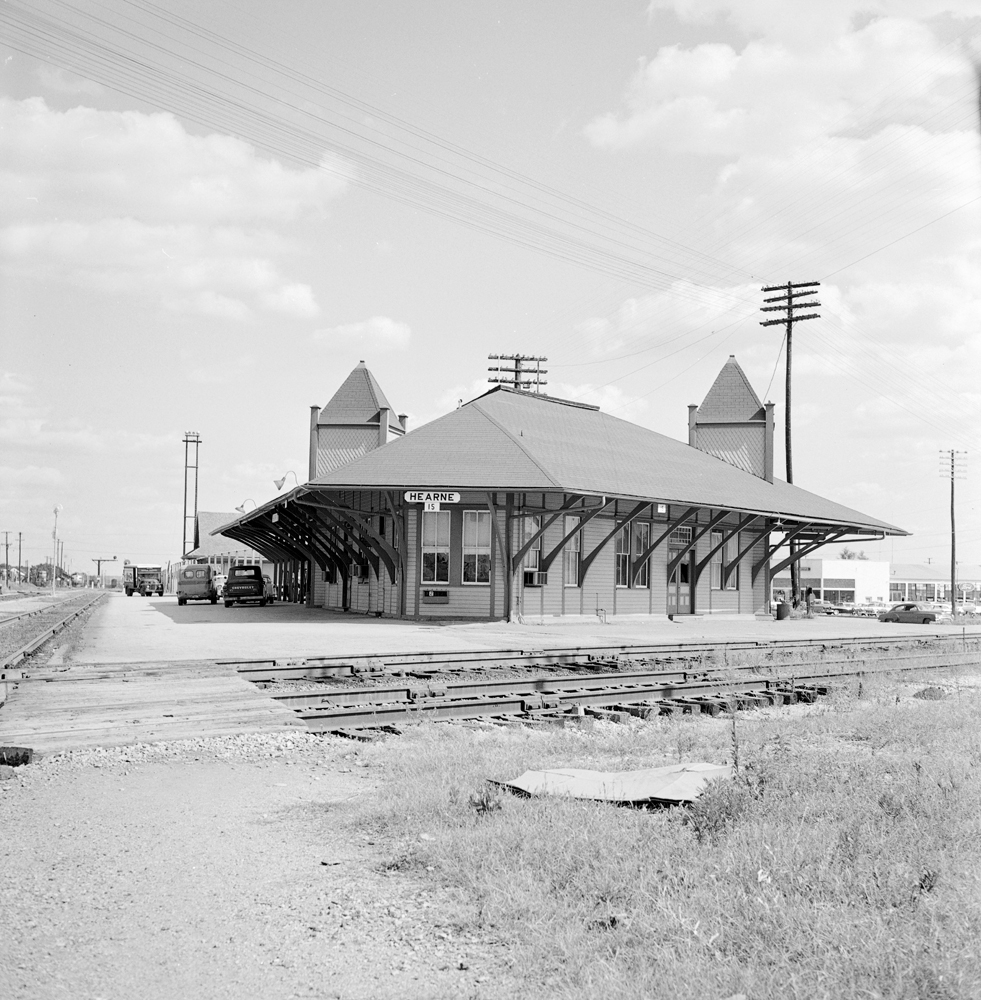
La gare de Hearne en 1958

Il commença par louer le Dayton-Goose Creek Railway le 1er mai 1926. Puis le 1er mars 1927, il loua les chemins de fer du Texas suivants :
- Galveston, Harrisburg and San Antonio Railroad ;
- Houston & Texas Central Railroad ;
- Houston East & West Texas Railway ;
- San Antonio & Aransas Pass Railway ;
- Southern Pacific Terminal Company ;

Les chemins de fer de Louisiana furent également loués le même jour.
Le 1er avril 1928, ce fut le tour du Texas Midland Railroad.
Le 30 juin 1934, toutes les compagnies louées par le SP à l'exception du Southern Pacific Terminal, furent fusionnées dans le T&NO, qui devint le plus grand chemin de fer du Texas avec 5 974 km de voies. Le T&NO disparut le 1er novembre 1961, lorsque ses 5 448 km de voies restantes furent fusionnées au SP.

## Trains de voyageurs
Certains trains reçurent les noms de baptême suivant : 
- Sunset Limited (de La Nouvelle-Orléans à Los Angeles)
- Argonaut (de La Nouvelle-Orléans à Los Angeles)
- Sunbeam (de Houston à Dallas)
- Hustler (de Houston à Dallas)
- Owl (de Houston à Dallas)